# هانا برونفمان
هانا برونفمان (بالإنجليزية: Hannah Bronfman)‏ هي سيدة أعمال وعارضة أمريكية، ولدت في 26 أكتوبر 1987 في نيويورك في الولايات المتحدة.